# Liplje (Vrbovsko)
Pour les articles homonymes, voir Liplje.
Liplje est une localité de Croatie située dans la municipalité de Vrbovsko, comitat de Primorje-Gorski Kotar. En 2001, la localité comptait 63 habitants.

## Démographie
| 1948 | 1953 | 1961 | 1971 | 1981 | 1991 | 2001 |
| ---- | ---- | ---- | ---- | ---- | ---- | ---- |
| 177  | 166  | 121  | 117  | 105  | 90   | 63   |